# Mercantile Credit Centenary Trophy
De Mercantile Credit Centary Trophy was een Engels voetbaltoernooi gehouden in 1988 ter viering van het 100-jarige bestaan van de English Football League
De competitie werd gespeeld door middel van een knock-outfase tussen de bovenste acht ploegen van de Football League First Division in het voorgaande seizoen. De finale tussen Arsenal en Manchester United vond plaats op Villa Park (de plek waar Football League is opgericht) op 9 oktober 1988. Doelpunten van Paul Davis en Michael Thomas bezorgden Arsenal een 2-1 zege. Doelpuntenmaker aan de kant van Manchester United was Clayton Blackmore.

## Het toernooi
Gekwalificeerden
| - Arsenal - Everton - Liverpool - Manchester United | - Newcastle United - Nottingham Forest - Queens Park Rangers - Wimbledon |

Kwartfinales
Liverpool - Nottingham Forest 4-1 (Toeschouwers: 20.141)
Manchester United - Everton 1-0 (16.439)*
Newcastle United - Wimbledon 1-0 (17.141)
Queens Park Rangers - Arsenal 0-2 (10.019)
Halve finales
Arsenal - Liverpool 2-1 (29.135)
Manchester United - Newcastle United 2-0 (14.968)
Finale
Arsenal - Manchester United 2-1 (22.182)